# 상남면 (밀양시)
상남면(上南面)은 대한민국 경상남도 밀양시의 면이다.

## 개요
상남면은 대구부산고속도로와 국도 제25호선이 남북으로 관통하면서, 부산, 마산, 대구의 중앙에 있으며 인근 대도시와의 편리한 교통생활권을 형성하고 있다. 종남산의 동편에 있으며 동쪽은 평야지로서 밀양강과 낙동강으로 둘러쌓인 옥토 지역으로 수도작 및 시설원예 집단지역이다.

## 행정 구역
- 평촌리
- 외산리
- 마산리
- 남산리
- 기산리
- 연금리
- 예림리
- 조음리
- 동산리

## 교육
- 예림초등학교
- 상남초등학교
- 상남중학교